# Système de boîte d'unité de temps
 (février 2025).
 (février 2025).
Si vous disposez d'ouvrages ou d'articles de référence ou si vous connaissez des sites web de qualité traitant du thème abordé ici, merci de compléter l'article en donnant les références utiles à sa vérifiabilité et en les liant à la section « Notes et références ».
 (février 2025).
Time Unit Box System ( TUBS ) est un système simple permettant de noter les événements qui se produisent sur une période donnée. Ce système est principalement utilisé pour noter les rythmes en musique. La notation se compose d'une ou plusieurs rangées de cases ; chaque case représente une unité de temps fixe. Les cases vides indiquent que rien ne se produit pendant cet intervalle, tandis qu'une marque dans une case indique qu'un événement se produit au début de cet intervalle de temps.
TUBS est particulièrement utile pour montrer les relations entre des rythmes complexes, tels que les polyrythmies, qui seraient difficiles à voir dans la notation musicale traditionnelle. TUBS présente également l’avantage que les non-musiciens peuvent l’interpréter beaucoup plus facilement que la notation musicale, en raison de sa simplicité.
Le terme « TUBS » et la notation ont été utilisés à l'origine par les musicologues Philip Harland et James Koetting pour noter les polyrythmies dans la musique africaine au début des années 1960. Cependant, l'invention par le compositeur Joseon Bak Yeon (박연) d'une notation similaire mais sans rapport, le jeongganbo (정간보, image ), pour noter la musique de de la court coréenne, remonte au milieu du XVe siècle.
La notation TUBS a été adaptée par plusieurs personnes ; les adaptations les plus courantes utilisent différents symboles dans les cases pour représenter différents sons, par exemple différentes manières de frapper un tambour ou même différentes hauteurs musicales. En fait, la notation du tracker est essentiellement des TUBS tournés de 90 degrés.

## Exemples
Vous trouverez ci-dessous un exemple en TUBS, suivi d'une représentation similaire en notation musicale traditionnelle.
| X |  |   |  | X |  |   |  | X |  | X |   | X |   |  |  |
|   |  | X |  |   |  | X |  | X |  | X | X | X | X |  |  |

### Traditionnel
Vous trouverez ci-dessous un exemple de partition TUBS adaptée représentant un motif de percussion pour plusieurs instruments. L’un des avantages du système TUBS est qu’il indique clairement quel tambour doit être frappé (car le symbole sera plein, creux, etc. de manière unique pour chaque tambour), contrairement aux différents tambours notés via une ligne différente de la portée musicale, ce qui peut être plus difficile à voir. Plus important encore, le symbole utilisé à l'intérieur de chaque case d'unité de temps indique comment le tambour doit être frappé (ton ouvert, slap, basse, rim-shot, etc.) ce qui n'est pas aussi facilement transmis avec la notation musicale sur une portée musicale.